# Milano-Sanremo 2011
Milano-Sanremo 2011 var den 102. udgave af klassiker-monumentet Milano-Sanremo. Løbet blev arrangeret over 298 km lørdag 19. marts. Matthew Goss vandt i spurtopgør med otte andre ryttere.

## Deltagende hold
25 hold blev inviteret til at deltage:
- ProTeam: AG2R La Mondiale, Astana, BMC Racing Team, Euskaltel-Euskadi, Garmin-Cervélo, Team HTC-Highroad, Katusha, Lampre-ISD, Liquigas-Cannondale, Leopard Trek, Movistar Team, Omega Pharma-Lotto, Quick Step, Rabobank, Team RadioShack, Saxo Bank-SunGard, Team Sky, Vacansoleil-DCM.
- Professionelle kontinentalhold: Acqua & Sapone, Androni Giocattoli, Cofidis, Colnago-CSF Inox, Farnese Vini-Neri Sottoli, FDJ og Geox-TMC.

## Resultater
|    | Rytter            | Lag                 | Tid     |
| -- | ----------------- | ------------------- | ------- |
| 1  | Matthew Goss      | Team HTC-Highroad   | 6:51.10 |
| 2  | Fabian Cancellara | Leopard Trek        | s.t.    |
| 3  | Philippe Gilbert  | Omega Pharma-Lotto  | s.t.    |
| 4  | Alessandro Ballan | BMC Racing Team     | s.t.    |
| 5  | Filippo Pozzato   | Katusha             | s.t.    |
| 6  | Michele Scarponi  | Lampre-ISD          | s.t.    |
| 7  | Yoann Offredo     | FDJ                 | s.t.    |
| 8  | Vincenzo Nibali   | Liquigas-Cannondale | + 3     |
| 9  | Greg Van Avermaet | BMC Racing Team     | + 10    |
| 10 | Stuart O'Grady    | Leopard Trek        | + 12    |